# حمض الببتيد النووي
حمض الببتيد النووي (PNA) عبارة عن بوليمر تم تصنيعه بشكل مصطنع يشبه DNA أو RNA.
تم استخدام اوليغومرات الحمض النووي الببتيدي الاصطناعية في السنوات الأخيرة في إجراءات البيولوجيا الجزيئية، والمقايسات التشخيصية، والعلاجات المضادة للتحسس.
نظرًا لقوة الارتباط العالية، ليس من الضروري تصميم اوليغومرات طويلة لحمض الببتيد النووي لاستخدامها في هذه الأدوار، والتي تتطلب عادةً تحقيق اوليغونوكليوتيد من 20 إلى 25 قاعدة.
الشاغل الرئيسي لطول اوليغومرات الحمض النووي الببتيدي هو ضمان الخصوصية. تُظهِر اوليغومرات الحمض النووي الببتيدي (PNA) أيضًا خصوصية أكبر في الارتباط بالحمض النووي التكميلي، حيث يكون عدم تطابق قاعدة PNA/DNA أكثر زعزعة للاستقرار من عدم التطابق المماثل في DNA/DNA مزدوج.
تنطبق قوة الارتباط والخصوصية هذه أيضًا على دوبلكسات PNA/RNA. لا يتم التعرف بسهولة على الاحماض الببتيدية النووية بواسطة النيوكلياز أو البروتياز، مما يجعلها مقاومة للتحلل بواسطة الإنزيمات.
كما أن الاحماض النووية الببتيدية مستقرة أيضًا على نطاق واسع من الأس الهيدروجيني . على الرغم من أن PNA غير المعدل لا يمكنه عبور غشاء الخلية بسهولة للدخول إلى العصارة الخلوية، إلا أن الاقتران التساهمي لببتيد يخترق الخلية مع PNA يمكن أن يحسن توصيل العصارة الخلوية.
من غير المعروف ما إذا كان PNA يحدث بشكل طبيعي ولكن N-(2-aminoethyl)-glycine (AEG)، وهو العمود الفقري لـ PNA، يُفترض أنه شكل مبكر من الجزيء الجيني للحياة على الأرض ويتم إنتاجه بواسطة البكتيريا الزرقاء وهو سم عصبي.
تم اختراع PNA بواسطة بيتر نيلسن (من جامعة كوبنهاغن)، ومايكل إيغولم (من جامعة كوبنهاغن)، ورولف إتش. بيرج (مختبر ريسو الوطني)، وأولي بوكاردت (جامعة كوبنهاغن) في عام 1991.

## البنية والهيكلية
يحتوي الحمض النووي - الديوكسي رايبونوكلييك - منقوص الاكسجين (DNA) والحمض النووي الريبوزي (RNA) على عمود فقري من سكر ديوكسيريبوز وريبوز، على التوالي، في حين يتكون العمود الفقري للـ PNA من وحدات N-(2-أمينو إيثيل)-جليسين المتكررة المرتبطة بروابط الببتيد . ترتبط قواعد البيورين والبيريميدين المختلفة بالعمود الفقري بواسطة جسر الميثيلين ( CH2 CH2 -) ومجموعة الكربونيل (-(C=O)-). يتم تصوير ال PNA مثل الببتيدات ، مع النهاية N في الموضع الأول (يسار) والنهاية C في الموضع الأخير (الأيمن).

## الترابط
نظرًا الى أن العمود الفقري للـ PNA لا يحتوي على مجموعات فوسفات مشحونة، فإن الارتباط بين خيوط PNA/DNA يكون أقوى من الارتباط بين خيوط DNA/DNA بسبب عدم وجود تنافر إلكتروستاتيكي.
ولسوء الحظ، يؤدي هذا أيضًا إلى كونه كارهًا للماء، مما يجعل من الصعب توصيله إلى خلايا الجسم في محلول دون طرده خارج الجسم أولاً ية. تعد جزيئات PNA ذات القاعدة المختلطة تقليدًا حقيقيًا لجزيئات الحمض النووي من حيث التعرف على الزوج الأساسي. روابط PNA/PNA أقوى من روابط PNA/DNA.

## ترجمة PNA من الأحماض النووية الأخرى
أبلغت العديد من المختبرات عن بلمرة تسلسلية محددة للأحماض النووية الببتيدية من قوالب DNA أو RNA. استخدم ليو وزملاؤه طرق البلمرة هذه لتطوير الاحماض النووية الببتيدية الوظيفية مع القابلية للثني إلى هياكل ثلاثية الأبعاد، على غرار البروتينات والأبتامرات والريبوزيمات.

## التوصيل
في عام 2015، جاين وآخرون. وصفوا نظام التسليم البرمائي القائم على الحمض النووي من أجل التوصيل المريح للأحماض النووية غير المشحونة بولي A الذيل (UNA) مثل الاحماض النووية الببتيدية PNA والمورفولينوس، بحيث يمكن فحص العديد من UNA بسهولة خارج الجسم الحي.[بحاجة لمصدر غير أولي]

## فرضية عالم الحمض النووي الببتيدي PNA
لقد تم الافتراض بأن الحياة المبكرة على الأرض ربما استخدمت الحمض الببتيدي PNA كمادة وراثية بسبب قوته الشديدة، وتكوينه الأبسط، واحتمال بلمرته التلقائية عند 100 درجة مئوية  (في حين أن الماء عند الضغط القياسي يغلي عند درجة الحرارة هذه، فإن الماء عند الضغط العالي - كما هو الحال في أعماق المحيطات - يغلي عند درجات حرارة أعلى). إذا كان الأمر كذلك، فهذا يعني أن الحياة قد تطورت إلى نظام قائم على DNA/RNA فقط في مرحلة لاحقة (يعني أن الحمض النووي الحالي هو الجيل الاحدث والحمض الببتيدي هو الاقدم و الابسط). ومع ذلك، فإن الأدلة على هذه الفرضية العالمية بعيدة عن أن تكون قاطعة او حاسمة. لكن إذا كان موجودًا حقاً، فلا بد أنه سبق عالم الحمض النووي الريبوزي (RNA) المقبول على نطاق واسع.

## التطبيقات
تشمل التطبيقات الحالية تغيير التعبير الجيني - كمثبط ومحفز في حالات مختلفة، ومستضد وعامل علاجي مضاد، وعامل مضاد للسرطان، وعامل مضاد للفيروسات، ومضاد للبكتيريا والطفيليات، والأدوات الجزيئية وتطبيقات أجهزة الاستشعار البيولوجية ، والكشف عن تسلسل الحمض النووي، وتقنية النانو.
يمكن استخدام الحمض الببتيدي PNA لتحسين تسلسل جينات الحمض النووي الريبوزي 16S عالي الإنتاجية لعينات النبات والتربة عن طريق منع تضخيم تسلسل البلاستيدات والميتوكوندريا الملوثة.
في عام 2001، أبلغ شتراوس وزملاؤه عن تصميم تطبيق لأوليجومرات PNA في خلايا الثدييات الحية. تم اظهار و توضيح منطقة ربط الكروماتين Xist لأول مرة في الخلايا الليفية الأنثوية للفئران، والخلايا الجذعية الجنينية من خلال استخدام المضاد الجزيئي PNA. أظهر نهج الحمض النووي الببتيدي PNA الجديد بشكل مباشر وظيفة lncRNA. يرتبط الحمض النووي الريبوزي (LncRNA) الطويل غير المشفر (lncRNA) مباشرة بالكروموسوم X غير النشط. كشفت تجارب تثبيط الحمض الببتيدي PNA الوظيفية أن مناطق تكرار محددة من Xist RNA كانت مسؤولة عن ربط الكروماتين، وبالتالي يمكن اعتبارها مناطق مكررة في نسخة RNA. تم إعطاء المضاد الجزيئي القاىم على الحمض النووي الببتيدي PNA للخلايا الحية وتم تثبيطه وظيفيًا من ارتباط Xist بكروموسوم X غير النشط باستخدام نهج لدراسة وظيفة الحمض النووي الريبوزي غير المشفر في الخلايا الحية يسمى: رسم خرائط تداخل الحمض النووي الببتيدي (PNA). في التجارب التي تم الإبلاغ عنها، تسبب PNA واحد يتخلل خلية مضادة للحساسية بقوة 19BP واستهدف منطقة معينة من Xist RNA في تعطيل Xi. إن ارتباط Xi مع H2A الهيستون الماكروي تضرر أيضًا من خرائط تداخل PNA.

## إنظر أيضاً
- البوليمر الببتيدي المنقور
- حمض الجليكول النووي
- تخليق الاوليغونوكليوتايد
- تخليق الببتيد
- حمض ثلاثي النواة